# 甲賀源吾
甲賀 源吾（こうが げんご）は、幕末の幕臣。軍艦操練方。のち箱館政権（俗に蝦夷共和国）海軍の主要メンバーとなる。「回天丸」艦長として宮古湾海戦で戦死。名は秀虎。

## 生涯

### 生い立ち
遠江国掛川藩家臣、甲賀孫太夫秀孝の第4子として、天保10年1月3日(1839年2月16日)、掛川藩江戸藩邸で生まれる。
安政2年（1855年）、江戸に出て佐倉藩士・木村軍太郎に就いて蘭学を学ぶ。2年後に帰省するが、安政5年（1858年）、航海術を学ぶことを志し、再び江戸へ出て、築地の軍艦教授所で教授頭を務めていた矢田堀鴻の下で学び、夏には矢田堀に従って長崎へ行っている。
この前年から、カッテンディーケを筆頭とする第2次オランダ海軍伝習教師団が、長崎海軍伝習所に来ていた。甲賀の長兄・郡之丞は、勝海舟や矢田堀とともに、ただ一人の掛川藩士として、第1次の長崎オランダ海軍伝習を受けていた。しかし、第2次のころには、幕臣以外の者の新たな受け入れはしていなかったにもかかわらず、甲賀が長崎へ行ったということは、矢田堀の門下として、非公式に伝習を見学した可能性が高い。続いて、矢田堀の甥、荒井郁之助とともにオランダ語で高等数学を研究し、艦隊操練の書を翻訳した。その後、英語も学んだという。

### 幕府海軍
安政6年（1859年）、幕臣となって軍艦操練方手伝出役を任ぜられ、翌年には神奈川港警衛。文久元年（1861年）、軍艦操練教授方出役。御軍艦組出役となり、江戸湾を測量した。翌年、外国奉行・水野筑後守を筆頭とする幕府の小笠原諸島視察団が、当地を日本領土として保全するため、「咸臨丸」に乗り組んだが、石炭や食料、農具などの物資を運ぶために帆船｢千秋丸｣を使うことになった。甲賀は、この「千秋丸」に荒井郁之助とともに御軍艦測量方として乗り組んだ。老朽帆船で、冬の太平洋を渡ることには無理があり、船が流されて苦労した。ごく短いものだが、このときの甲賀の手記が残っている。
文久3年（1863年）には、海路上洛する将軍・徳川家茂の護衛のため、江戸・大坂間二往復の航海に従事し、大坂湾測量を命じられる。この年の5月、御軍艦組に召し出され、御目見以上の格式となった。
7月には、長州藩の外国船砲撃にはじまった下関戦争において、｢朝陽丸｣艦長として、長州・小倉二藩へ幕府から派遣された使者たちを乗せ、下関へ向かった。甲賀の家族宛手紙によれば、使者たちの使命は、一つには長州藩兵が小倉藩領を占拠していたため退去させることで、小倉藩領に使いした使者はこれに成功したが、下関に上陸した使者は殺害された。甲賀は、長州藩士から、攘夷戦のための｢朝陽丸｣借用を迫られたが、きっぱりと拒んだ。
翌元治元年（1864年）、将軍の海路帰東に従い警護。第一次長州征討においては、安芸、豊前へ航海する。慶応2年（1866年）、｢奇捷丸｣艦長となり大坂へ航海。
慶応3年（1867年）には、小十人格軍艦役勤方に昇進。同年、幕府の軍艦操練所にイギリス海軍のトレーシー顧問団が着任し、11月5日より伝習が始まったのに伴い、操練所軍艦役となり、11月26日には生徒取締を兼ねる。鳥羽・伏見の戦いの直前である。

### 戊辰戦争

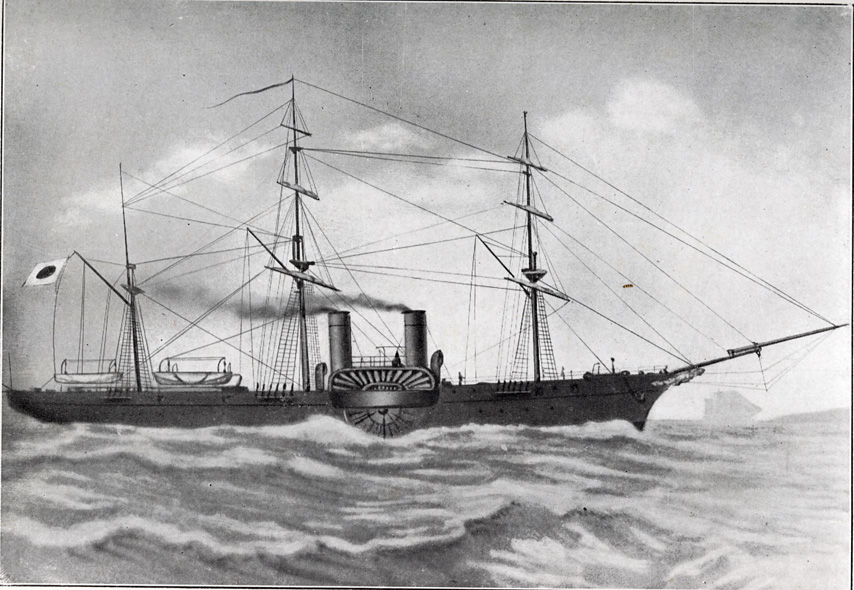
幕府軍艦回天

慶応4年（1868年）には軍艦頭並に昇進したが、すでに戊辰戦争が始まっていた。
江戸城明け渡しに際し、勝海舟は官軍への軍艦の引き渡しを約していたが、海軍副総裁・榎本武揚はそれを拒み、荒井郁之助や甲賀を含む旧幕府海軍の主な面々も、それに同調していた。交渉の結果、軍艦については、｢開陽丸｣、｢回天丸｣、｢蟠竜丸｣、｢千代田形丸｣の4隻が徳川家に残されたが、新政府の様々な処置に不満を抱いた榎本は、徳川宗家の駿府移転を見届けた後、艦隊を率いての脱走を決意。8月19日、「開陽丸」を旗艦とする榎本艦隊は、輸送船に旧幕府陸軍を乗せ、江戸品川沖を出発した。このとき甲賀は｢回天丸｣艦長だった。
｢回天丸｣は速力の出ない｢咸臨丸｣を曳航していたが、房総半島沖にて台風にあい、やむをえず曳綱を切った。暴風のため前部と中央のマストを折り、後部マストのみになったが、無事、奥羽越列藩同盟の中心地だった仙台藩の松島湾に入港した。その後、｢回天丸｣は単独で北上し、気仙港を偵察したところ、｢千秋丸｣を発見して拿捕した。甲賀が小笠原諸島に向かったときに乗り組んだ旧幕府所有の帆船だが、仙台藩に貸し出されていた。徳川家に帰されることになったが、乗組員が奪って、海賊行為を働いていたものだという。
9月に入り、列藩同盟側は次々に降伏。榎本艦隊は旧幕陸軍をはじめ、なおも抵抗を志す陸兵を収容し、蝦夷地をめざした。甲賀も、｢回天丸｣艦長としてその中にあった。
艦隊は、10月20日、箱館北方の鷲ノ木に到着し、これより箱館戦争となる。翌日、｢回天丸｣は僚艦｢蟠竜丸｣とともに箱館港をうかがい、25日には水兵を上陸させて占領した。27日には、それを知らなかった官軍側の秋田藩軍艦｢高雄丸｣が入港したため、甲賀は｢回天丸｣、｢蟠竜丸｣の士官に水兵を率いさせて拿捕した。松前藩との戦いでは陸軍の応援をし、｢開陽丸｣が江差で座礁したときには救援に向かったが、ついに救いえなかった。以降、｢回天丸｣が艦隊旗艦となる。

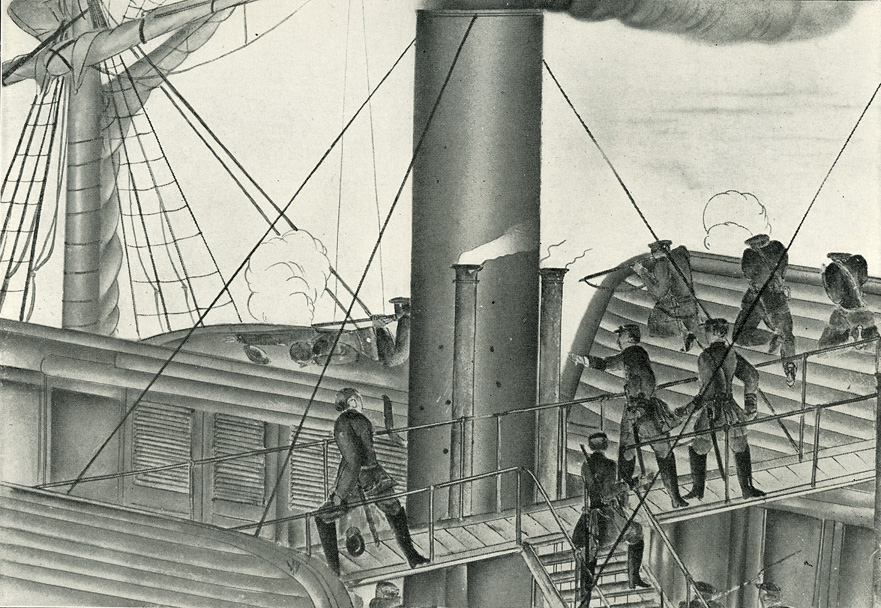
回天丸の戦い

### 戦死とその後
明治2年（1869年）3月、新政府軍蝦夷地征伐の報せを聞いて、海軍奉行となった荒井やフランス軍人らと協議の末、「甲鉄艦」奪取作戦を決行。甲賀は「敵を待つよりは積極的に攻めよう」という信念から、作戦の中心になっていたと見られる。甲賀の指揮する旗艦｢回天丸｣は、｢蟠竜丸｣、｢高雄丸｣とともに宮古湾をめざしたが、悪天候のため、｢蟠竜丸｣ははぐれ、｢高雄丸｣は故障し、｢回天丸｣のみが宮古湾海戦に突入することとなった。甲賀は「我一艦といえども以て敵を破るに足れり」と言ったと伝えられる。劣勢に耐えて左足や右腕を銃弾に撃ち抜かれながらも甲板上で猛然と指揮していた甲賀だったが、ついに頭（こめかみ）を撃ち抜かれて戦死した。享年31。
｢回天丸｣は荒井が操舵して26日に箱館へ帰還し、戦死者はその翌日埋葬された。埋葬場所は某寺だったが、後に碧血碑の後ろに改葬されたという。また昭和6年（1931年）、誕生地の旧掛川藩邸にほど近い光源寺境内に、甥で死後養子の甲賀宣政が記念碑を建てた。

## 人物
- 寡黙で、思慮深くありながら度胸が座っていたという。部下を愛し、また慕われた。幼少のころより撃剣を学んでその道に志した時期もあったという。
- 荒井郁之助は、「業を修むるに鋭意にして勤勉倦まず。少なしく解せざることあれば手に巻を釋てず。暫くにして其事を解するに至りて止む」と、探求心の旺盛であったことを賞賛し、早世を惜しんでいる。
- 新政府軍側で宮古湾海戦を戦った東郷平八郎は、「賊ながらも60年後の今日に至るまで私の歎賞措く能はざる勇士なり」と、記念碑に賛辞をよせている。

## 扱われた作品
- 「五稜郭」（日本テレビ年末時代劇スペシャル）
  - 甲賀源吾 - 市川好郎